# District d'Interlaken
Le district d'Interlaken est l’un des 26 districts du canton de Berne en Suisse. La commune d'Interlaken est le chef-lieu du district. Sa superficie est de 724 km² et compte 23 communes :
- CH-3803 Beatenberg
- CH-3806 Bönigen
- CH-3855 Brienz
- CH-3856 Brienzwiler
- CH-3707 Därligen
- CH-3818 Grindelwald
- CH-3814 Gsteigwiler
- CH-3815 Gündlischwand
- CH-3804 Habkern
- CH-3858 Hofstetten bei Brienz
- CH-3800 Interlaken
- CH-3807 Iseltwald
- CH-3822 Lauterbrunnen
- CH-3706 Leissigen
- CH-3816 Lütschental
- CH-3800 Matten bei Interlaken
- CH-3853 Niederried bei Interlaken
- CH-3854 Oberried am Brienzersee
- CH-3852 Ringgenberg
- CH-3813 Saxeten
- CH-3657 Schwanden bei Brienz
- CH-3800 Unterseen
- CH-3812 Wilderswil